# Redmi Note 8 Pro
Redmi Note 8 Pro — смартфон, розроблений суббрендом Xiaomi Redmi. Смартфон прийшов на заміну попередній моделі Redmi Note 7.
Світовий анонс телефону відбувся у серпні 2019 року, продаж розпочався з вересня 2019 року.
В Україні Redmi Note 8 Pro представлений 8 жовтня 2019, продаж стартував 9 жовтня 2019 року.
Завдяки своїм технічним характеристикам, зокрема камері з чотирма датчиками, ця модель вже встигла потрапити у топ-10 найкращих телефонів з можливістю запису відео у 4K.

## Зовнішній вигляд
Корпус Redmi Note 8 Pro скляний, з мінімальною рамкою у 4,2 мм та краплеподібним вирізом селфі-камери на екрані. Задня поверхня має закруглену форму.
Екран розміром 6,53 дюйма (Full HD+) захищений склом Corning Gorilla Glass 5 та має олеофобне покриття.
По периметру телефон має блискучу рамку з пластику.
Розміри 161,4 × 76,4 × 8,8 мм, вага — 200 грамів
На українському ринку продається у 4 кольорах: Біла Перла, Зелений Ліс, Сірий Мінерал, Блакитний океан. Також 11 липня був анонсований новий колір під назвою Помаранчевий Корал.

## Апаратне забезпечення
Смартфон отримав процесор MediaTek Helio G90T який позиціюється виробником як ігровий. 8-ядерний процесор містить: 2 ядра Cortex-A76 з частотою 2.05 ГГц та 6 ядер Cortex-A55 з частотою 2.0 ГГц.
Графічний процесор — Mali-G76 MC4.
Пам'ять телефону складає 64 або 128 ГБ із можливістю розширення завдяки microSD картці до 256 ГБ. Оперативна пам'ять — 6 ГБ.
Основна камера з набором з чотирьох сенсорів:
- 64 Мп, f/1.9, 26 мм (ширококутна), 1/1.7", 0.8µm, PDAF
- 8 Мп, f/2.2, 13 мм (ультраширококутна), огляд 120 градусів, 1/4", 1.12µm
- 2 Мп, f/2.4, 1/45", 1.75µm (макро камера)
- 2 Мп, f/2.4, 1/5", 1.75µm, датчик глибини, для фільмування портретів.
Запис відео 2160p@30fps, 1080p@30/60/120fps, 720p@960fps, gyro-EIS
Фронтальна камера 20 Мп, f/2.0, 0.9µm, запис відео 1080p@30fps
Батарея вбудована обсягом 4500 мАг із підтримкою функції швидкісного заряджання.

## Програмне забезпечення
Телефон працює на базі операційної системи Android 9 (Pie) з фірмовою оболонкою MIUI 10 . Був оновлений до MIUI 12.5 на базі Android 11.

## Ціна
Ціна в Україні від 5799 грн.